# 安澜塔 (海宁)
安澜塔位于中国浙江省嘉兴海宁市黄湾镇（尖山新区）闸口村塔山塘、塔山坝西端，南、西、北三面临钱塘江。该塔为小型仿木结构楼阁式实心石塔，传始建于元代致和年间，原为六面九层，现塔顶已缺失，尚存基座和五层塔身，残高4.596米。塔基为素面须弥座，塔身分为正身和腰檐，正身隐刻有券门，第二层的西北、西面镌有“民国四年四月毂旦”、“永庆安澜”铭文。现状为2013年8月全面维修。